# James S. Plaut
James Sachs Plaut (* 1. Februar 1912 in Cincinnati; † 1. Januar 1996 in Boston) ist ein amerikanischer Kunsthistoriker und Museumsgründer.

## Leben
James Sachs Plaut, Sohn aus der wohlhabenden Familie von Jacob M. und Alice Plaut, geborene Sachs, schloss sein Studium 1933 an der Harvard University mit einem Bachelor of Arts ab. Verheiratet war er mit Mary E. Friedlander. Ab 1935 lehrte er an der Universität Kunstgeschichte. Er assistierte am Museum of Fine Arts, Boston dem Kurator und verließ dieses Haus, um im Jahre 1939 das Institute of Contemporary Art, Boston zu gründen und Ausstellungen der Arbeiten von Alexander Calder, Frank Lloyd Wright, Georges Rouault und Oskar Kokoschka zu organisieren. 1940 veranstaltete er eine Picasso-Retrospektive.
Im Jahr 1943 verhörte Plaut in nordwestafrikanischen Gewässern als leitender Vernehmungsoffizier der US Navy gefangene deutsche U-Boot-Besatzungen. Von November 1944 bis April 1946 arbeitete er mit zwei weiteren Kunsthistorikern und Marineoffizieren der Kunstraub-Ermittlungseinheit des Office of Strategic Services an der Rückgabe von Raubkunst in Deutschland.
Zweifach dekoriert, zog er sich im April 1946 nach vier Jahren aus dem aktiven Dienst als Lieutenant Commander zurück und führte wieder das von ihm gegründete Institut für Gegenwartskunst in Boston. 1948 richtete er eine Werkschau des Schweizer Architekten Le Corbusier ein. 1950 stellte er erstmals in Übersee den norwegischen Maler Edvard Munch aus. 1953 war in Boston moderne Malerei aus Israel zu besichtigen. 1956 zeigte Plaut in der Ausstellung „Expressionism, 1900–1955“ Werke von Francis Bacon, Marc Chagall, Alberto Giacometti, Franz Marc, Henry Moore und Egon Schiele.
Als Direktor des Instituts trat er 1956 zurück und kümmerte sich ab 1958 um den amerikanischen Pavillon auf der Expo 58 in Brüssel. Als Generalsekretär des World Crafts Council förderte er die Vermarktung handwerklicher Erzeugnisse der Dritten Welt. Von 1967 bis 1976 beriet er die Gestaltung von Industriedesign in Israel. 1976 gründete er mit seiner Frau Mary „Aid to Artisans“, ein Netzwerk für Kunsthandwerker, um Neuerungen, nachhaltiges Wachstum und das Gemeinwohl zu fördern.

## Werke
- Steuben Glass, a Monograph. H. Bittner, New York, 1948
- mit Octavio Paz: Oskar Kokoschka. Chanticleer Press for the Institute of Contemporary Art, New York, 1948
- In Praise of Hands: Contemporary Crafts of the World. New York Graphic Society, Greenwich, 1974
- mit Paul N. Perrot: Steuben: Seventy Years of American Glassmaking. Praeger, New York, 1974